# 6560 Pravdo
6560 Pravdo è un asteroide della fascia principale. Scoperto nel 1991, presenta un'orbita caratterizzata da un semiasse maggiore pari a 2,3555619 UA e da un'eccentricità di 0,1146801, inclinata di 23,24889° rispetto all'eclittica.